# ASm Be 2/6 (501-510)

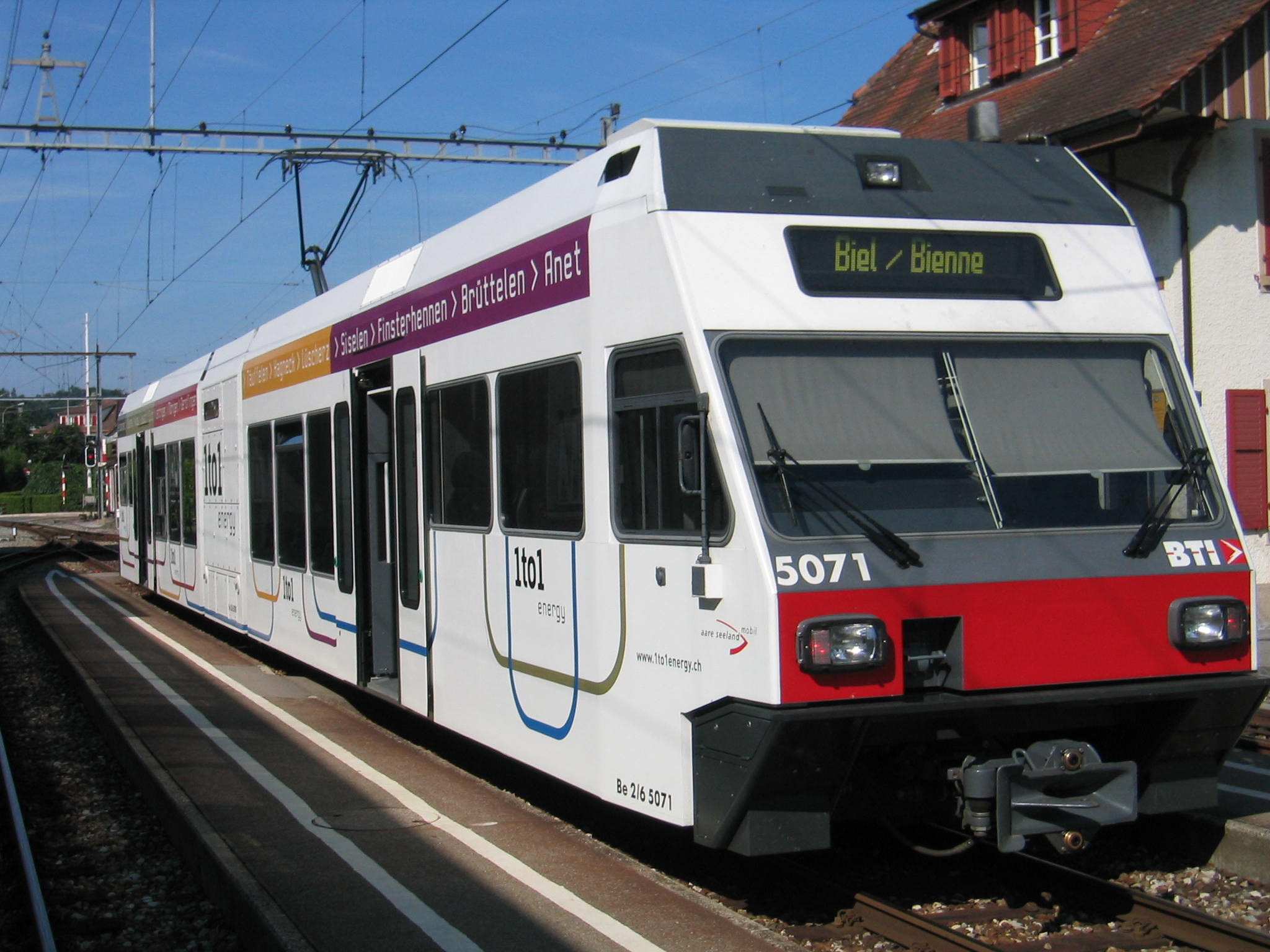
Be 2/6 507 in Täuffelen

De Be 2/6 is een elektrisch treinstel van het Stadler Rail type GTW met lagevloerdeel bestemd voor het regionaal personenvervoer van de Biel-Täuffelen-Ins-Bahn (BTI). De BTI is sinds 1999 onderdeel van de Aare Seeland mobil (ASm).

## Geschiedenis
De treinen werden door Biel-Täuffelen-Ins-Bahn (MThB) besteld bij Stadler Rail.
De Oberaargau-Solothurn-Seeland-Transport (OSST), partner van Biel-Täuffelen-Ins-Bahn (BTI), fuseerde in 1999 met de Solothurn–Niederbipp-Bahn (SNB) en de Regionalverkehr Oberaargau (RVO) en ze gingen verder onder de naam Aare Seeland mobil (ASm).

## Constructie en techniek
Het treinstel is opgebouwd uit een aluminium frame. Het treinstel heeft een lagevloerdeel. Deze treinstellen kunnen met tot drie stuks gecombineerd rijden. De treinstellen zijn uitgerust met luchtvering.

### Namen
De treinen werden door de Aare Seeland mobil (ASm) voorzien van de volgende namen:
- 501: Ipsach
- 502: Täuffelen-Gerolfingen
- 503: Nidau
- 504: Mörigen
- 505: Sutz-Lattrigen
- 506: Ins
- 507: -
- 508: -[2]
- 509: -
- 510: -

## Treindiensten
Deze treinen worden door Aare Seeland mobil (ASm) ingezet op het volgend traject:
- Biel - Täuffelen - Ins